# Rung nhĩ
Rung nhĩ là một trong những rối loạn nhịp tim rất thường gặp. Đây là một hình thái rối loạn nhịp tim nhanh. Thường thì nó bắt đầu với các giai đoạn nhịp tim đập bất thường ngắn và trở nên dài hơn và có thể liên tục theo thời gian. Hầu hết các giai đoạn không có triệu chứng. Thỉnh thoảng có thể là tim đập nhanh, ngất xỉu, khó thở, đau thắt ngực. Bệnh làm tăng nguy cơ suy tim, mất trí nhớ, và đột quỵ.
Tăng huyết áp và bệnh van tim là những yếu tố nguy cơ có thể thay đổi phổ biến nhất cho rung nhĩ. Các yếu tố nguy cơ liên quan đến tim khác bao gồm suy tim, bệnh động mạch vành, bệnh cơ tim, và bệnh tim bẩm sinh. Trong các nước đang phát triển bệnh tim van thường xảy ra như là kết quả của sốt thấp khớp. Các yếu tố nguy cơ liên quan đến phổi bao gồm bệnh phổi tắc nghẽn mạn tính, bệnh béo phì, và ngưng thở khi ngủ. Các yếu tố khác bao gồm dùng nhiều bia rượu, đái tháo đường, và nhiễm độc giáp. Tuy nhiên, một nửa số trường hợp không liên quan đến một trong những rủi ro này. Một chẩn đoán được thực hiện bằng cách bắt mạch và có thể được khẳng định bằng cách sử dụng điện tâm đồ. Điện tâm đồ điển hình cho thấy không có sóng P và một tỷ lệ tâm thất không đều.
Rung nhĩ thường được điều trị bằng thuốc để làm chậm nhịp tim đến một phạm vi gần bình thường (được gọi là mức kiểm soát) hoặc chuyển đổi nhịp tim đến mức nhịp xoang bình thường (được gọi là kiểm soát nhịp đập). khử rung điện cũng có thể được sử dụng để chuyển đổi rung nhĩ về một nhịp xoang bình thường và thường được sử dụng khẩn cấp nếu người đó không ổn định Bào mòn có thể ngăn chặn tái xuất hiện ở một số người. Tùy thuộc vào nguy cơ đột quỵ, aspirin hay thuốc chống đông máu như warfarin hoặc thuốc chống đông đường uống lạ có thể được khuyến nghị sử dụng Trong khi các loại thuốc này làm giảm nguy cơ này, chúng làm tăng mức major bleeding..
Rung nhĩ là nhịp tim bất thường nghiêm trọng phổ biến nhất. Tại châu Âu và Bắc Mỹ, thời điểm năm 2014, nó ảnh hưởng đến khoảng 2% đến 3% dân số. Mức này tăng từ 0,4 đến 1% dân số khoảng năm 2005 Trong thế giới đang phát triển khoảng 0,6% nam giới và 0,4% nữ giới bị ảnh hưởng Tỷ lệ người có rung nhĩ gia tăng theo độ tuổi với 0,14% đến dưới 50 tuổi, 4% từ 60 đến 70 tuổi, và 14% trên 80 tuổi bị ảnh hưởng. A-fib và cuồng động tâm nhĩ đã khiến 112.000 người chết năm 2013, tăng từ mức 29.000 người năm 1990. Báo cáo được biết đến đầu tiên về nhịp tim bất thường là của Jean-Baptiste de Sénac năm 1749. Điều này được ghi chép lần đầu bằng ECG vào năm 1909 bởi Thomas Lewis.